# Гилея (Скифия)
Гилея — упоминаемый Геродотом лесной массив в Скифии (в низовьях Борисфена), почитаемый скифами в качестве священной рощи. В роще находилось святилище Матери Богов, отождествляемой с Гекатой. По одной из легенд, в Гилее обитало существо с туловищем женщины и хвостом змеи. От любовной связи этой женщины с Гераклом произошли скифы, гелоны и агафирсы.
По реконструкциям биологов, Гилея состояла из зарослей дуба, вяза, тополя, осины, ольхи. Из крупных животных в лесах водились зубры и дикие лошади. К настоящему времени Гилея как отдельная экосистема исчезла, а её место заняли степи, которые впоследствии были распаханы. На некоторых участках Гилеи образовалась пустыня (Алешковские пески). Отдельные рощицы остались на Кинбурнском полуострове, близ Парутина и Алёшков.